# 散髮脫刀令
散髮脫刀令，俗稱斷髮令，是1871年9月23日明治政府發出的太政官布告。

## 解說
幕末引入西洋軍制後，開始盛行起不結丁髷而放開頭髮的風潮。明治政府宣布「可以自由選擇斷髮脫刀」後，華族、士族便可以自由選擇帶刀與否（平民禁止帶刀是在1871年2月16日宣布），不過「官僚穿著禮服時」是被要求要帶刀的。而在1873年3月明治天皇放開頭髮後，以官僚為中心也開始盛行起放開頭髮。
此法令的目的之一就是使廢藩置縣政策順利執行，作為廢止舊武士特權政策的其中一環，一邊逐步廢止帶刀一邊避免發生士族叛變。
雖然宣布可以自由選擇斷髮與否，不過因為女性流行留長頭髮並剪成散切頭，在當時的人眼中有礙觀瞻，因此1872年5月11日東京府又發布「女子斷髮禁止令」，表示散髮令只適用於男性（現在日本只有相撲力士才扎髮髻）。